# Centro de Estudios sobre el Federalismo
El Centro de Estudios sobre Federalismo (CSF), fundado en noviembre de 2000, es un centro de estudios y de investigaciones sobre el federalismo entendido como fenómeno teórico y práctico relacionado con la esfera de las doctrinas políticas y de los sistemas institucionales del Estado moderno. Basándose en estos criterios, el CSF dirige su atención a la dimensión infra nacional, macro-regional y mundial del federalismo y en particular al fenómeno de las integraciones regionales que tienen lugar en la era de la globalización, centrando sobre todo sus propios estudios en Europa, en su historia, sus civilizaciones, su camino hacia la unidad y sus perspectivas futuras. 

## Sede y organización
El CSF tiene su sede en el Colegio Carlo Alberto de Turín y es una entidad de investigación nacida de la colaboración entre la Universidad de Pavía y la Universidad de Turín y la Compañía de San Paolo a las cuales se sumó más tarde la Universidad de Milán. El Instituto de investigación piamontés tiene como finalidad – declarada en sus estatutos – promover y coordinar las actividades de investigación científica en el campo de los estudios sobre el federalismo y además de contar con la cooperación de las Universidades consorciadas y de otros ateneos y centros de investigación italianos e internacionales, colabora también con entidades privadas o públicas interesadas en desarrollar un conocimiento y una aplicación más amplia del federalismo.
El CSF está regido por un Consejo Directivo, órgano deliberador en materia de actividad científica y de empleo de los medios financieros; a dicho Consejo se suman una Junta, un Colegio de censores de cuentas y un Comité científico compuesto por personalidades de fama internacional en el campo de los estudios sobre el federalismo. Completan la estructura administrativa y científica, una plantilla organizadora y un equipo de investigadores procedentes de diferentes universidades y de varios ámbitos de investigación que incluyen las áreas temáticas del derecho, de la economía, de las ciencias históricas, políticas y sociales. Asimismo, el CSF cuenta con una biblioteca propia – 12.000 volúmenes– con una hemeroteca de unas 70 revistas corrientes y 500 históricas, y con algunos fondos documentales de archivo: el archivo del CIME – Consejo Italiano del Movimiento Europeo y el registro en línea del Fondo Altiero Spinelli, cuyos documentos se conservan en los Archivos Históricos de la Unión Europea de Florencia.

## Actividades de investigación
Los objetivos del CSF están orientados principalmente a fomentar el conocimiento de los numerosos aspectos del federalismo, a suscitar el debate público mediante la publicación de estudios y de investigaciones sobre los temas en cuestión y a estimular a los investigadores e intelectuales para que contribuyan a la reflexión sobre las cuestiones europeas e internacionales. Los documentos que resultan de la actividad de investigación (Research papers) se dirigen al mundo académico, pero tocan aspectos y tratan temas de gran actualidad, susceptible de interés también en los ambientes diplomáticos, del mundo político y de otras áreas profesionales. 
La actividad de investigación del CSF está constituida también por varios proyectos editoriales, de ahondamiento temático, de monitorización y observación de algunos fenómenos globales relacionados con los procesos federativos, la integración regional y la democracia internacional. Entre estos:
- Perspectives on Federalism: revista en línea cuya finalidad consiste en realizar un foro abierto al debate sobre el federalismo a todos los niveles de gobierno: sub-nacionales, nacionales y supranacionales tanto regionales como mundial[3]

- Bibliographical Bulletin on Federalism: editado en línea tres veces al año; proporciona un conjunto panorámico de artículos sobre el federalismo publicados en unas 700 revistas científicas en italiano, inglés, francés, alemán y español.[4]

- International Democracy Watch: portal que tiene como objetivo recoger, comparar y analizar un conjunto de datos finalizados a comprobar cuál es el estado de avance y la evolución de la democracia en las instituciones internacionales, midiendo su desarrollo a través de una monitorización continua.

- Marco operativo de la Política común de seguridad y defensa: investigación que se propone dar informaciones útiles para realizar un análisis comparado de las operaciones militares, civiles y de policía promovidas por la UE en el ámbito de la PESD a partir de 2003.[5]

- Observatorio sobre el Federalismo Fiscal: espacio dedicado a estudiar en profundidad el desarrollo del proceso de reestructuración del sistema de las finanzas públicas en Italia y de las consecuencias de la reforma constitucional en materia de federalismo fiscal.[6]

## Actividades culturales
El CSF organiza también encuentros y seminarios en colaboración con otros institutos y entidades de investigación dedicados al ahondamiento de determinados temas o a la presentación de volúmenes, algunos de los cuales editados por el mismo Centro de Estudios. Entre estos, el evento más significativo desde el punto de vista académico es la Lecture Altiero Spinelli, cita anual en la que se presenta una lectio magistralis por parte de una personalidad de fama internacional sobre un tema que tenga que ver con Europa y con el federalismo. La Conferencia nace de la idea de dedicar a Altiero Spinelli, uno de los padres del federalismo europeo, un congreso destinado a profundizar en temas relativos al proceso de integración europea.
Entre las actividades promovidas por el centro en el campo de la formación merece la pena recordar el curso de postgrado Law and Business, organizado en colaboración con el Instituto universitario de estudios europeos (IUSE) de Turín y dedicado al ahondamiento de materias jurídicas y económicas relativas al mercado interior de la Unión Europea.